# Paulo Câmara
Paulo Henrique Saraiva Câmara, né le 8 août 1972 à Recife, est un homme politique brésilien. Membre du Parti socialiste brésilien (PSB), il est gouverneur de l'État du Pernambouc de 2015 à 2022.

## Biographie
Paulo Câmara est en couple avec Ana Luiza Câmara.
En mai 2020, Paulo Câmara annonce qu'il a contracté la COVID-19.

### Carrière politique
En 2014, Paulo Câmara est candidat au poste de gouverneur du Pernambouc. Il est largement élu au premier tour, remportant 68,08 % des voix. Il devance le candidat du PTB Armando Monteiro qui obtient 31,07 % des voix.
En 2018, il est candidat à sa réélection. Il est de nouveau élu au premier tour, remportant 50,7 % des voix et devançant une nouvelle fois le candidat du PTB Armando Monteiro, ce dernier obtenant 35,99 % des voix.
Au 31 décembre 2022, il laisse sa place à la candidate du Parti de la social-démocratie brésilienne et ancienne maire de Caruaru, Raquel Lyra, élue au second tour, le 30 octobre 2022 avec 58,7% des voix.